# Whistle (Flo Rida)
Whistle è un singolo del rapper statunitense Flo Rida, pubblicato il 24 aprile 2012 come terzo estratto dal quarto album in studio Wild Ones.

## Descrizione
Il brano, prodotto da DJ Frank E e Glass, è caratterizzato da un miscuglio di vari generi musicali come il pop o il rap. La caratteristica di questo brano
è il ritornello fischiettato. Ha un sound che è apprezzabile e la canzone ha anche un ritmo sia incalzante quando Flo Rida canta
e nel ritornello il ritmo è conciliante.

## Accoglienza
Whistle è una canzone particolarmente orecchiabile, dal ritmo leggero e completo.
Diversi critici hanno dato una recensione negativa al testo, interpretato come un eufemismo sottilmente velato relativamente al sesso orale: Flo Rida ha ammesso che il testo della canzone è da intendersi in modo metaforico, avendo testi sessualmente allusivi.

## Video musicale
Il video musicale, girato ad Acapulco, mostra Flo Rida cantare su una scogliera a petto nudo, con varie inquadrature di ragazze. Al minuto 2:09 il cantante si sposta ad una festa per poi ritornare in spiaggia al minuto 3:06.

## Tracce
Download digitale
1. Whistle – 3:45 (testo: Tramar Dillard, Glass, Marcus Killian, Justin Franks, Breyan Isaac, Antonio Mobley – musica: DJ Frank E, Glass)

## Successo commerciale
Il singolo è stato un grande successo mondiale, raggiungendo la cima della classifica di numerosi paesi come Australia, Canada, Irlanda e Stati Uniti, e la top 5 in paesi come Danimarca, Germania e, per la prima volta, anche l'Italia. Il singolo ha venduto oltre 6,6 milioni di copie durante il 2012, risultando così il nono più venduto di quell'anno e uno dei più venduti di sempre.

## Classifiche

### Classifiche settimanali
| Classifica (2012) | Posizione massima |
| ----------------- | ----------------- |
| Australia         | 1                 |
| Austria           | 2                 |
| Belgio (Fiandre)  | 2                 |
| Belgio (Vallonia) | 8                 |
| Bulgaria          | 1                 |
| Canada            | 1                 |
| Danimarca         | 3                 |
| Europa            | 1                 |
| Finlandia         | 3                 |
| Francia           | 2                 |
| Germania          | 2                 |
| Irlanda           | 1                 |
| Italia            | 3                 |
| Libano            | 2                 |
| Lussemburgo       | 1                 |
| Norvegia          | 1                 |
| Nuova Zelanda     | 1                 |
| Paesi Bassi       | 5                 |
| Polonia           | 1                 |
| Regno Unito       | 2                 |
| Repubblica Ceca   | 1                 |
| Russia            | 1                 |
| Spagna            | 8                 |
| Stati Uniti       | 1                 |
| Svezia            | 1                 |
| Svizzera          | 1                 |
| Ucraina           | 1                 |
| Ungheria          | 4                 |

### Classifiche di fine anno
| Classifica (2012) | Posizione |
| ----------------- | --------- |
| Australia         | 4         |
| Austria           | 12        |
| Belgio (Fiandre)  | 22        |
| Belgio (Vallonia) | 35        |
| Canada            | 14        |
| Francia           | 22        |
| Germania          | 15        |
| Italia            | 17        |
| Paesi Bassi       | 33        |
| Polonia           | 35        |
| Regno Unito       | 15        |
| Russia            | 3         |
| Spagna            | 37        |
| Stati Uniti       | 17        |
| Svezia            | 9         |
| Svizzera          | 7         |
| Ucraina           | 27        |
| Classifica (2013) | Posizione |
| Russia            | 110       |
| Ucraina           | 85        |

### Classifiche di fine decennio
| Classifica (2010-19) | Posizione |
| -------------------- | --------- |
| Australia            | 80        |
| Russia               | 58        |